# Tangzhiwacun
Tangzhiwacun (kinesiska: 唐之洼, 唐之洼乡) är en socken i Kina. Den ligger i provinsen Shanxi, i den norra delen av landet, omkring 220 kilometer nordost om provinshuvudstaden Taiyuan.
Genomsnittlig årsnederbörd är 639 millimeter. Den regnigaste månaden är juli, med i genomsnitt 160 mm nederbörd, och den torraste är januari, med 3 mm nederbörd.